# الکساندر شیبور-ریلسکی
الکساندر شیبور-ریلسکی (لهستانی: Aleksander Ścibor-Rylski; ۱۶ مارس ۱۹۲۸ – ۳ آوریل ۱۹۸۳) کارگردان فیلم، فیلم‌نامه‌نویس، پدیدآور و نویسنده اهل لهستان بود. او در خانواده اشرافی و در قبیله اوستوجا به دنیا آمد بین سال‌های ۱۹۵۱ تا ۱۹۸۱ بیش از ۲۵ فیلم را نوشت.
وی همچنین برندهٔ جوایزی همچون نشان افتخار تولد لهستان شده‌است.

## فیلمشناسی برگزیده
از فیلم‌های وی می‌توان به
- داگنی
- خاکستر
- مرد آهنین
- انگشتری با نشان عقاب تاج‌دار
- گهواره
- بال‌های سیاه
- مرد مرمرین اشاره نمود.